# Cantone di Aiguilles
Il Cantone di Aiguilles era una divisione amministrativa dell'arrondissement di Briançon.
A seguito della riforma approvata con decreto del 20 febbraio 2014, che ha avuto attuazione dopo le elezioni dipartimentali del 2015, è stato soppresso.

## Composizione
Comprendeva i comuni di:
- Abriès
- Aiguilles
- Arvieux
- Château-Ville-Vieille
- Molines-en-Queyras
- Ristolas
- Saint-Véran